# Lijst van 3FM Megahits in 2001
Deze hits waren in 2001 3FM Megahit op Radio 3FM:
| Nr. | Week    | Artiest                         | Titel                        | Hoogste positie in de Mega Top 100 |
| --- | ------- | ------------------------------- | ---------------------------- | ---------------------------------- |
| 407 | Week 1  | Fatboy Slim & Macy Gray         | Demons                       | 78                                 |
| 408 | Week 2  | OutKast                         | Ms. Jackson                  | 1(1wk)                             |
| 409 | Week 3  | Rui da Silva & Cassandra        | Touch me                     | 28                                 |
| 410 | Week 4  | Dido                            | Here with me                 | 22                                 |
| 411 | Week 5  | Five for Fighting               | Easy tonight                 | 88                                 |
| 412 | Week 6  | The Hives                       | Hate to say I told you so    | 85                                 |
| 413 | Week 7  | Green Lizard                    | Autumn                       | 87                                 |
| 414 | Week 8  | Jark Prongo                     | Sweet little thing           | 87                                 |
| 415 | Week 9  | Lina                            | Playa no mo'                 | 84                                 |
| 416 | Week 10 | Linkin Park                     | One step closer              | 57                                 |
| 417 | Week 11 | Wheatus                         | Teenage Dirtbag              | 14                                 |
| 418 | Week 12 | 16 Down                         | Subtle movements             | 67                                 |
| 419 | Week 13 | Crazy Town                      | Butterfly                    | 8                                  |
| 420 | Week 14 | Gorillaz                        | Clint Eastwood               | 26                                 |
| 421 | Week 15 | Eve                             | Who's That Girl?             | 17                                 |
| 422 | Week 16 | India.Arie                      | Video                        | 69                                 |
| 423 | Week 17 | JJ72                            | October swimmer              | 86                                 |
| 424 | Week 18 | DI-RECT                         | Just the Way I Do            | 36                                 |
| 425 | Week 19 | Fused                           | Saving Mary                  | 64                                 |
| 426 | Week 20 | Beam                            | Know you                     | 57                                 |
| 427 | Week 21 | Bran Van 3000 & Curtis Mayfield | Astounded                    | 72                                 |
| 428 | Week 22 | Starsailor                      | Good souls                   | 82                                 |
| 429 | Week 23 | Lifehouse                       | Hanging by a Moment          | 31                                 |
| 430 | Week 24 | The Dandy Warhols               | Godless                      | 86                                 |
| 431 | Week 25 | Train                           | Drops of Jupiter (Tell me)   | 5                                  |
| 432 | Week 26 | N.E.R.D., Lee Harvey & Vita     | Lapdance                     | 56                                 |
| 433 | Week 27 | Gypsymen                        | Babarabatiri                 | 39                                 |
| 434 | Week 28 | Nitin Sawhney                   | Sunset                       | 88                                 |
| 435 | Week 29 | Johan                           | Tumble and fall              | 76                                 |
| 436 | Week 30 | Titiyo                          | Come Along                   | 20                                 |
| 437 | Week 31 | Mitchell                        | Not around                   | 82                                 |
| 438 | Week 32 | Michael Franti & Spearhead      | Sometimes                    | 80                                 |
| 439 | Week 33 | Alicia Keys                     | Fallin'                      | 1(5wk)                             |
| 440 | Week 34 | Gare du Nord                    | Pablo's blues                | 57                                 |
| 441 | Week 35 | Staind                          | It's Been Awhile             | 19                                 |
| 442 | Week 36 | Garbage                         | Androgyny                    | 71                                 |
| 443 | Week 37 | Macy Gray & Erykah Badu         | Sweet baby                   | 80                                 |
| 444 | Week 38 | Live                            | Overcome                     | 3                                  |
| 445 | Week 39 | Muse                            | Bliss                        | 70                                 |
| 446 | Week 40 | Lisa "Left Eye" Lopes           | The block party              | 47                                 |
| 447 | Week 41 | Nickelback                      | How You Remind Me            | 17                                 |
| 448 | Week 42 | Noir Désir                      | Le vent nous portera         | 39                                 |
| 449 | Week 43 | Kelis                           | Young, fresh n' new          | 89                                 |
| 450 | Week 44 | Starsailor                      | Alcoholic                    | 89                                 |
| 451 | Week 45 | System of a Down                | Chop suey!                   | 25                                 |
| 452 | Week 46 | Brainpower                      | Je moest waarschijnlijk gaan | 82                                 |
| 453 | Week 47 | Ryan Adams                      | New York, New York           | 83                                 |
| 454 | Week 48 | Linkin Park                     | In the end                   | 11                                 |
| 455 | Week 49 | Pharoahe Monch                  | Got you                      | 85                                 |
| 456 | Week 50 | 4hero                           | Les fleur                    | 74                                 |
| 457 | Week 51 | Kane                            | Let It Be                    | 17                                 |
| -   | Week 52 | Geen 3FM Megahit                | Geen 3FM Megahit             | Geen 3FM Megahit                   |

1993 · 
1994 ·
1995 · 
1996 ·
1997 ·
1998 ·
1999 ·
2000 ·
2001 ·
2002 ·
2003 ·
2004 ·
2005 ·
2006 ·
2007 ·
2008 ·
2009 ·
2010 ·
2011 ·
2012 ·
2013 ·
2014 ·
2015 ·
2016 ·
2017 ·
2018 ·
2019 ·
2020 ·
2021 ·
2022 ·
2023 ·
2024 ·
2025